# WASP-54
WASP-54 är en dubbelstjärna i mellersta delen av stjärnbilden Jungfrun. Den har en kombinerad skenbar magnitud av ca 10,41 och kräver ett teleskop för att kunna observeras. Baserat på parallax enligt Gaia Data Release 2 på ca 4,0 mas, beräknas den befinna sig på ett avstånd på ca 830 ljusår (ca 253 parsek) från solen. Den rör sig närmare solen med en heliocentrisk radialhastighet på ca -3 km/s.

## Egenskaper
Primärstjärnan WASP-54 A är en gul till vit stjärna i huvudserien av spektralklass F8 D. Den har en massa som är ca 1,2 solmassa, en radie som är ca 1,8 solradie och har ca 3,8 gånger solens utstrålning av energi från dess fotosfär vid en effektiv temperatur av ca 6 100 K. Stjärnan är utarmad på tyngre element och har endast 55 procent av solens innehåll av järn.
Följeslagaren WASP-54 B är en röd dvärg i omlopp i en vid bana kring primärstjärnan med halv storaxel av 5,728 bågsekunder (1 450 AE). Den har en massa av ca 0,19 solmassa och effektiv temperatur av ca 3 200 K.

## Planetsystem
Exoplaneten WASP-54 b av typen het Jupiter upptäcktes 2012 i omlopp kring WASP-54 A i en snäv, lätt excentrisk bana. Planetens jämviktstemperatur är 1 742 +49−69.
| Planet | Massa            | Halv storaxel (AE)       | Siderisk omloppstid (d)        | Excentricitet | Inklination   | Radie            |
| ------ | ---------------- | ------------------------ | ------------------------------ | ------------- | ------------- | ---------------- |
| b      | 0,606 ± 0,018 MJ | 0,04988 +0,00043−0,00045 | 3,6936411 +0,0000059−0,0000131 | 0,06          | 84,97 ± 0,61° | 1,653 ± 0,083 RJ |